# Diócesis de Raigarh
La diócesis de Raigarh (en latín: Dioecesis Raigarhensis y en inglés: Roman Catholic Diocese of Raigarh) es una circunscripción eclesiástica de la Iglesia católica en India. Se trata de una diócesis latina, sufragánea de la arquidiócesis de Raipur. Desde el 23 de marzo de 2006 su obispo es Paul Toppo.

## Territorio y organización
La diócesis tiene 7086 km² y extiende su jurisdicción sobre los fieles católicos de rito latino residentes en el distrito de Raigarh y en la mayor parte del distrito de Sarangarh-Bilaigarh en el estado de Chhattisgarh. 
La sede de la diócesis se encuentra en la ciudad de Raigarh, en donde se halla la Catedral de San Miguel. 
En 2020 en la diócesis existían 25 parroquias.

## Historia
La diócesis de Raigarh-Ambikapur fue erigida el 13 de diciembre de 1951 con la bula Laetissimo sane del papa Pío XII, obteniendo el territorio de las diócesis de Nagpur y Ranchi (hoy ambas arquidiócesis).
Originalmente sufragánea de la arquidiócesis de Calcuta, el 19 de septiembre de 1953 en virtud de la bula Mutant res del papa Pío XII pasó a formar parte de la provincia eclesiástica de Nagpur y el 13 de septiembre de 1963 pasó a formar parte de la de Bhopal.
El 10 de noviembre de 1977, en virtud de la bula Votis concedere del papa Pablo VI, la diócesis fue dividida, dando origen a la diócesis de Ambikapur y la actual diócesis, que asumió su nombre actual.
El 27 de febrero de 2004, pasó a ser sufragánea de la arquidiócesis de Raipur.
El 23 de marzo de 2006 cedió una parte de su territorio para la erección de la diócesis de Jashpur mediante la bula Ad efficacius consulendum del papa Benedicto XVI.

## Estadísticas
Según el Anuario Pontificio 2021 la diócesis tenía a fines de 2020 un total de 73 665 fieles bautizados.
| Año                                                                             | Población            | Población | Población      | Sacerdotes | Sacerdotes    | Sacerdotes    | Bautizados por sacerdote | Diáconos permanentes | Religiosos | Religiosos | Parroquias |
| Año                                                                             | Bautizados católicos | Total     | % de católicos | Total      | Clero secular | Clero regular | Bautizados por sacerdote | Diáconos permanentes | Varones    | Mujeres    | Parroquias |
| ------------------------------------------------------------------------------- | -------------------- | --------- | -------------- | ---------- | ------------- | ------------- | ------------------------ | -------------------- | ---------- | ---------- | ---------- |
| 1970                                                                            | 168 980              | 2 227 964 | 7.6            | 85         | 38            | 47            | 1988                     |                      | 67         | 167        | 13         |
| 1980                                                                            | 172 670              | 1 316 000 | 13.1           | 73         | 39            | 34            | 2365                     |                      | 37         | 247        | 24         |
| 1990                                                                            | 210 000              | 1 526 000 | 13.8           | 122        | 82            | 40            | 1721                     |                      | 58         | 308        | 39         |
| 1999                                                                            | 238 887              | 2 110 305 | 11.3           | 164        | 121           | 43            | 1456                     |                      | 52         | 422        | 50         |
| 2000                                                                            | 246 337              | 2 175 936 | 11.3           | 169        | 129           | 40            | 1457                     |                      | 46         | 370        | 51         |
| 2001                                                                            | 251 230              | 2 219 181 | 11.3           | 180        | 138           | 42            | 1395                     |                      | 56         | 429        | 55         |
| 2002                                                                            | 237 690              | 2 238 486 | 10.6           | 175        | 139           | 36            | 1358                     |                      | 50         | 394        | 58         |
| 2003                                                                            | 242 125              | 2 257 958 | 10.7           | 194        | 145           | 49            | 1248                     |                      | 64         | 418        | 61         |
| 2004                                                                            | 242 915              | 2 258 748 | 10.8           | 194        | 145           | 49            | 1252                     |                      | 63         | 431        | 64         |
| 2006                                                                            | 56 640               | 1 265 084 | 4.5            | 51         | 43            | 8             | 1110                     |                      |            | 92         | 18         |
| 2010                                                                            | 61 770               | 1 367 000 | 4.5            | 59         | 53            | 6             | 1046                     |                      | 7          | 98         | 21         |
| 2014                                                                            | 64 401               | 1 493 627 | 4.3            | 66         | 55            | 11            | 975                      |                      | 11         | 124        | 21         |
| 2017                                                                            | 66 846               | 1 513 025 | 4.4            | 73         | 60            | 13            | 915                      |                      | 13         | 124        | 46         |
| 2020                                                                            | 73 665               | 1 578 000 | 4.7            | 69         | 57            | 12            | 1067                     |                      | 12         | 134        | 25         |
| Fuente: Catholic-Hierarchy, que a su vez toma los datos del Anuario Pontificio. |                      |           |                |            |               |               |                          |                      |            |            |            |

## Episcopologio
- Oscar Sevrin, S.I. † (13 de diciembre de 1951-8 de noviembre de 1957 renunció[nota 1])
- Stanislaus Tigga † (24 de diciembre de 1957-9 de julio de 1970 falleció)
- Francis Ekka † (24 de abril de 1971-15 de marzo de 1984 falleció)
- Victor Kindo † (25 de noviembre de 1985-23 de marzo de 2006 nombrado obispo de Jashpur)
- Paul Toppo, desde el 23 de marzo de 2006